# Чиричкасы
Чиричкасы́ (чув. Чиричкасси) — деревня в Цивильском районе Чувашской Республики. Административный центр Чиричкасинского сельского поселения.

## География
Находится в северной части Чувашии на расстоянии приблизительно 11 км на восток-юго-восток по прямой от районного центра города Цивильск у автомагистрали М-7.

## История
Известна с 1795 года как выселок с 25 дворами. В XIX веке околоток села Воздвиженское, Багильдино тож (ныне Шинеры Цивильского района). В 1897 году отмечен 391 житель, 1906—119 дворов, 589 жителей, 1926 — 95 дворов, 493 жителя, 1939—517 жителей, 1979—330. В 2002 году 145 дворов, в 2010—113 домохозяйств. В период коллективизации был организован колхоз «Малалла», в 2010 работал СХПК «Рассвет».

## Население
Постоянное население составляло 337 человек (чуваши 99 %) в 2002 году, 309 в 2010.